# شمبلان
الشمبلان أو قَرْنيَّة الورق (باللاتينية: Ceratophyllum) جنس نباتي يسمى أحيانا (ذيل القط).
وهو يشبه الميريوفيل في شكله العـام ولكن ليس له جذور كما أن أوراقه مستقيمة ومقطعـة عـلى شكل سيور مسننة، وهي مرصوصة عـلى هيئة دوائر حول الساق والساق لونه أخضر يميل للحمرة وهش جداً والسيراتوفيل يوجد في المياه الرائقة والراكدة والقليلة الحركة، ويعـطي زهوراً صغـيرة خضراء في فصل الصيف ويتوالد بكثرة كلما تعـرض للشمس، وهو أيضا من أحسن أنواع النباتات المائية الموجودة في الماء.

## من أنواعه الواطنة في الوطن العربي
- الشمبلان الغارق (باللاتينية: Ceratophyllum submersum) في بلاد الشام ومصر والمغرب العربي والقوقاز وكل مناطق أوروبا تقريبا
- الشمبلان المغمور (باللاتينية: Ceratophyllum demersum) في بلاد الشام ومصر والمغرب العربي ومعظم مناطق أوروبا